# Нейба
Нейба — муниципалитет на юго-западе Доминиканской Республики. Это столица провинции Баоруко, расположенная в 180 километрах к западу от столицы страны Санто-Доминго, недалеко от берега озера Энрикильо, самого большого озера в Вест-Индии.
Первое поселение на месте Нейбы было основано в 1546 году как скотоводческое ранчо, однако сам муниципалитет был основан только в 1735 году.
13 марта 1844 года здесь произошло столкновение между гаитянскими и доминиканскими войсками.
В 1942 году указом Национального Конгресса Нейба был возведен в статус столицы провинции Бахоруко.
День города ежегодно отмечается 10 марта, так как именно в этот день было сделано объявление о присвоении городу статуса столицы провинции.
Через муниципалитет проходят реки: Лас-Мариас, Рио-Панзо, Дон-Хуан и Эль-Мангуито. Некоторые реки уже исчезли, как, например, Ла Хигера и Ллантика. Всё это значительно сокращает традиционную сельскохозяйственную деятельность.
Наиболее важными выращиваемыми агрокультурами в Нейбе являются кофе и виноград.
Муниципалитет был первым, кто экспортировал кофе на альтернативные рынки в Европе, в Нейбе построены фабрики по производству вин, сусла, алкоголя и джема за счет инвестиций Италии и Испании.
Основная часть жителей Нейбы исповедует римское католичество. Помимо этого, в Нейбе существуют небольшие общины мормонов, Свидетелей Иеговы, адвентистов седьмого дня, меннонитов, неопятидесятников.